# 林润田
林润田（1911年—1980年11月23日），男，直隶（今河北）深县人，中华人民共和国政治人物，曾任河北省政协副主席。